# ليزلي إيسبن روج
ليزلي إيسبن روج (بالإنجليزية: Leslie Ibsen Rogge)‏ (مواليد 8 مارس 1940 في سياتل) هو سارق ومجرم أمريكي. سُجن في السبعينيات بتهمة سرقة المركبات والسرقة على نطاق واسع في سجن ليفنوورث في ولاية كنساس، وقد أدين فيما بعد وحُكم عليه بالسجن 25 عامًا بتهمة السطو على بنك في عام 1984 في كايو لارجو في ولاية فلوريدا. في سبتمبر عام 1985، قام برشوة ضابط الإصلاح وهرب من السجن في موسكو. وهو يعتبر أول شخص من ضمن قائمة العشرة الأكثر طلباً لمكتب التحقيق الفدرالي بسبب الإنترنت.